# Condecoraciones políticas del Partido Nacionalsocialista Obrero Alemán
Las condecoraciones políticas del Partido Nacionalsocialista Obrero Alemán fueron medallas y premios emitidos por el partido nazi (NSDAP) entre 1920 y 1945. Los premios políticos fueron autorizados para usar en cualquier uniforme militar del Tercer Reich, así como en atuendos civiles, pero en general fueron mal vistos por su exhibición (pero no realmente prohibidos) en los uniformes militares de servicio del Heer. La única excepción a esto fueron los uniformes de las Waffen-SS, que mezclaron libremente premios políticos y condecoraciones militares.

## Condecoraciones políticas
Los diversos grados de decoraciones del Partido Nacionalsocialista son los siguientes:
| Orden Alemana (Otorgada con y sin espadas) |
| ------------------------------------------ |
|                                            |

| Orden de la Sangre | Placa Dorada del Partido |
| ------------------ | ------------------------ |
|                    |                          |

## Placa Dorada de los nazis
Los primeros 100.000 miembros que se unieron y tuvieron servicio ininterrumpido en el NSDAP se les otorgó el derecho de usar la Placa Dorada del Partido (Goldenes Parteiabzeichen), que se muestra arriba. Esas insignias tenían el número de miembro del destinatario en la parte posterior (Adolf Hitler tenía la insignia #1). Otras Insignias Doradas del Partido (con las iniciales A.H. en la parte posterior) se otorgaron a discreción de Hitler a ciertos miembros del grupo que merecían una atención especial. El 30 de enero de cada año se otorgaba una insignia idéntica a las personas que habían mostrado un servicio sobresaliente al Partido o al Estado.

## Insignias del Partido
- Insignia de Coburg
- Insignia de Partido de Núremberg (1929)
- Insignia de la Concentración de Brunswick (1931)
- Insignia del Frontbann
- Cruz de Danzig (Otorgada en 1.ª y 2.ª clase)
- Premio al Largo Servicio: otorgada en tres grados; Otorgado por 10, 15 y 25 años de servicio.
- Cabrio de Honor de la Vieja Guardia: designó a aquellos que se unieron al Partido antes de que Hitler se convirtiera en Canciller. Fue usado en la manga derecha.
- Insignia Conmemorativa de los Cascos de Acero Veteranos: para miembros de los Cascos de Acero.

Los líderes de los distritos políticos nazis (conocidos como Gauleiter) estaban facultados para otorgar las insignias de Gau por una variedad de servicios prestados a la organización política local. Las insignias fueron emitidas en Plata y Oro con alguna emisión en Bronce. Rara vez se emitían en oro con diamantes.
En noviembre de 1936, Hitler dio nuevas "órdenes" en cuanto a las "Órdenes y Premios" del Partido Nacionalsocialista que se otorgarían. Los principales premios del NSDAP se enumeran en este orden: 1. Insignia de Coburg; 2. Insignia del Día del Partido de Núremberg de 1929; 3. Insignia de la Concentración de Brunswick (Treffen SA en Brunswick 1931); 4. Insignia de Oro del Partido; 5. La Orden de la Sangre; seguido por las insignias de Gau y la Insignia de Oro de las HJ.

## Condecoraciones de las SS y la Policía
- Cabrio de las SS para Policías y Militares Retirados
- Runas de la SS por Pertenencia a la Policía del Orden
- Premio al Largo Servicio en las SS
- Premio al Largo Servicio en la Policía
- Anillo de Honor de las SS
- Espada de Honor de las SS
- Yule de las SS
- SS Zivilabzeichen

### Condecoraciones de lasSS Germánicas
Las condecoraciones específicas para las organizaciones nacionalistas individuales de las SS Germánicas fueron los siguientes:
- Runas de Habilidad Alemana (en bronce y plata)
- Insignia Deportiva de las SS (Holanda)
- Insignia Deportiva de Honor de las SS (Holanda)
- Orden de los Valientes y Fieles (Noruega)
- Distintivo a los Miembros Førergarde (Noruega)
- Insignia a los Soldados del Frente (Noruega)
- Cruz Mussert a la Valentía (Holanda)
- Pin Conmemorativo Mussert-Garde (Holanda)
- Cruz de Schalburg (Dinamarca)
- Cruz de Honor de la Policía del Estado (Noruega)
- Insignia Deportiva W.A.

## Condecoraciones de las SA
- Insignia Deportiva de las SA
- Insignia Deportiva de las SA para Heridos de Guerra
- Insignia de Caballero de las SA
- Daga de las SA

## Condecoraciones de la NSFK
- Insignia de Piloto de Globo (Das Abzeichen für Freiballonführer). Esta fue autorizado el 10 de marzo de 1938 por el Korpsführer de la NSFK, Friedrich Christiansen[3]
- Insignia de Piloto de Aviones a Motor (Das Abzeichen für Motorflugzeugführer). Esta fue autorizado el 12 de julio de 1938 por el Korpsführer de la NSFK, Christiansen[3]
- Insignia de Piloto de Gran Planeador (Das Große Segelfliegerabzeichen). Esto fue autorizado el 26 de enero de 1942 por el Korpsführer de la NSFK, el General der Flieger Christiansen.[3]

## Condecoraciones de las Juventudes Hitlerianas
Las condecoraciones de las Juventudes Hitlerianas fueron las siguientes:
- Insignia de las Juventudes Hitlerianas
- Insignia de las Juventudes Hitlerianas para Distinguidos Extranjeros
- Insignia Deportiva de las Juventudes Hitlerianas
- Insignia de Esquiador de las Juventudes Hitlerianas
- Insignia de Puntería de las Juventudes Hitlerianas
- Insignia a la Habilidad de las Juventudes Hitlerianas